# Juan Pablo Llano
Juan Pablo Llano Echeverry (ur. 17 listopada 1977 w Medellín) – kolumbijski aktor telewizyjny, prezenter i model.

## Życiorys
Urodził się i dorastał w Medellín, w departamencie Antioquia, gdzie ukończył Universidad Pontificia Bolivariana na wydziale publicystyki.
Był wokalistą i trzonem zespołu, który dał mu szansę, aby nagrać demo, a niektóre utwory były prezentowane w prestiżowych stacjach radiowych.
Zasłynął jako model (187 cm wzrostu). Z jego wizerunku do promowania swoich produktów skorzystało wiele firm krajowych i międzynarodowych. Reklamował piwo La Costeña, bostońskie papierosy, kosmetyki do pielęgnacji włosów Sunsilk, leki Bayer i sieć telefonów komórkowych. Został członkiem festiwali mody: Colombiamoda, Colombiatex, Bogotá Fashion, Cali Expa Show i Dias de Moda México.
Był prezenterem reality show Frente al miedo (2006-2007) i Desafío 2007: La guerra de las generaciones (2007).
Za rolę Daniel Cerón w telenoweli Sin tetas sí hay paraíso (2016-2018) otrzymał Premios Miami Life (2017) i był nominowany do nagrody TvyNovelas (2018).
22 listopada 2003 poślubił Catalinę Gómez, z którą ma dwoje dzieci.

## Filmografia

### telenowele
- 2002: Historias de hombres sólo para mujeres jako Sebastian
- 2003: El Auténtico Rodrigo Leal jako Cesar Dominguez
- 2004: Francisco: Klasa 2004 (Francisco el matemático) jako Manuel Mejia
- 2004: Dora, la celadora jako José Jaramillo
- 2007: Miłość jak czekolada (Dame chocolate) jako Santiago
- 2009: Las detectivas y el Víctor jako Juan Pablo Andrade / Édgar Millán
- 2010: Duch Eleny (El fantasma de Elena) jako Walter
- 2010: Aurora jako Ramiro
- 2011-12: Pokojówka na Manhattanie (Una Maid en Manhattan) jako Bruno Rivera
- 2012-13: Grachi jako Ignacio „Nacho” Novoa
- 2014: La virgen de la calle jako Mauricio Vega
- 2015: Dueños del paraíso jako Ignacio Elizondo
- 2015: Bajo el mismo cielo jako Ericrol
- 2016-2018: Sin senos sí hay paraíso jako Daniel Cerón